# Manly Beach

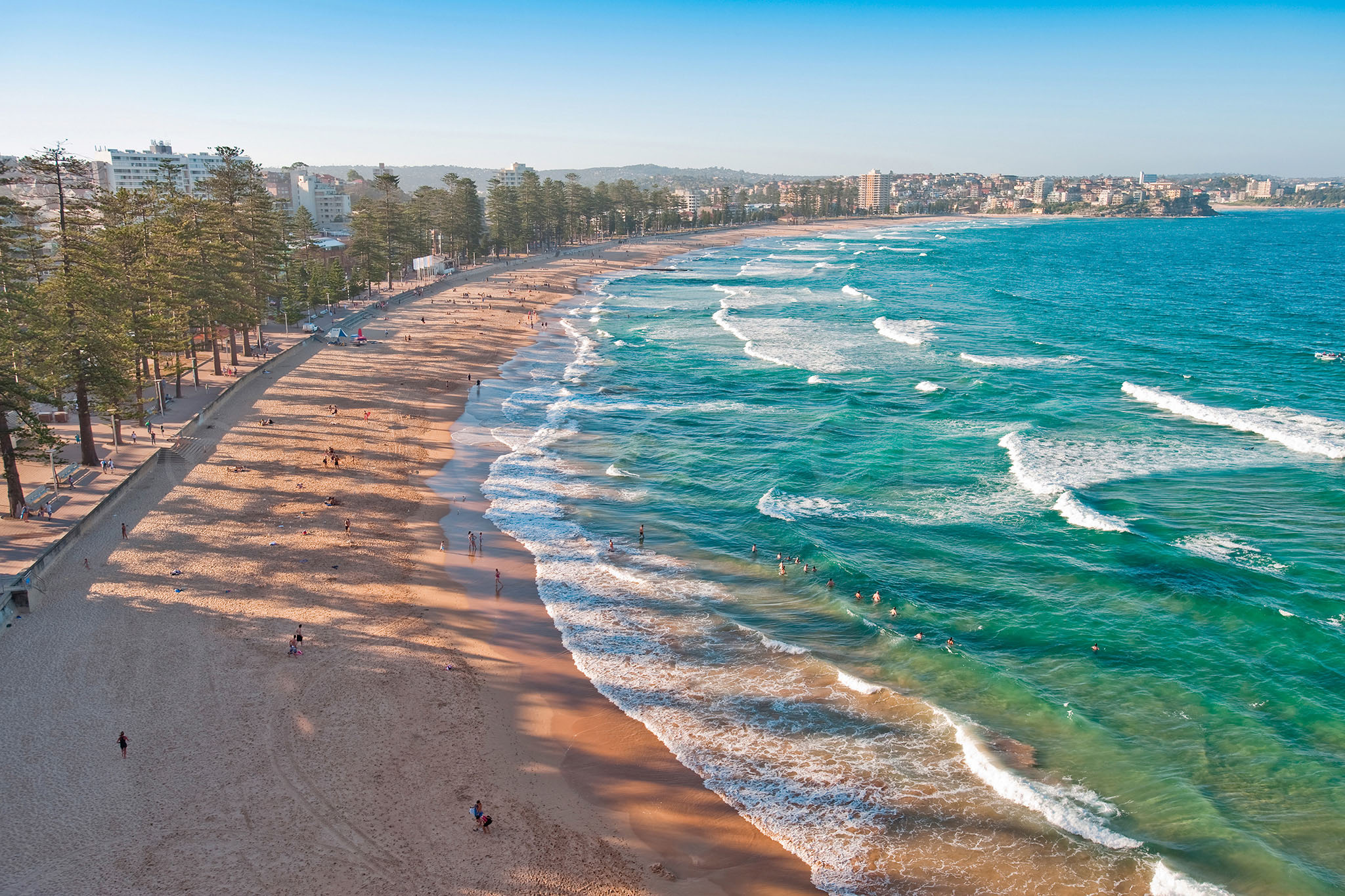
Manly Beach, bild från 2011.

Manly Beach är en offentlig badstrand som är belägen ligger förstaden Manly nordost om centrala Sydney i New South Wales, Australien. 1964 hölls på Manly Beach världens första tävling för surfning.
Stranden anses tillsammans med Bondi Beach vara en av Sydneys vackraste stränder. Stämningen här är avspänd och lugn till skillnad från Bondi Beach där de allra rikaste och mest modemedvetna håller till. Här har spelats in en housemakeover tv-show, på svenska kallad Kvarteret - Manly Beach.